# ميخائيل برودسكي
ميخائيل برودسكي (بالإنجليزية: Michael Brodsky)‏ هو كاتب غير روائي أمريكي، ولد في 2 أغسطس 1948 في نيويورك في الولايات المتحدة.